# Municipio de Independence (condado de Douglas)
El municipio de Independence (en inglés: Independence Township) es un municipio ubicado en el condado de Douglas en el estado estadounidense de Dakota del Sur. En el año 2010 tenía una población de 119 habitantes y una densidad poblacional de 1,28 personas por km².

## Geografía
El municipio de Independence se encuentra ubicado en las coordenadas 43°17′23″N 98°16′52″O / 43.28972, -98.28111. Según la Oficina del Censo de los Estados Unidos, el municipio tiene una superficie total de 93.29 km², de la cual 93,21 km² corresponden a tierra firme y (0,09 %) 0,08 km² es agua.

## Demografía
Según el censo de 2010, había 119 personas residiendo en el municipio de Independence. La densidad de población era de 1,28 hab./km². De los 119 habitantes, el municipio de Independence estaba compuesto por el 100 % blancos. Del total de la población el 0 % eran hispanos o latinos de cualquier raza.